# Butão
O Butão (em butanês: འབྲུག་ཡུལ་; romaniz.: Dru Ü, pronúncia: [ʈʂɦu yː], lit. "Terra do Dragão"), oficialmente Reino do Butão (འབྲུག་རྒྱལ་ཁབ་ Druk Gyal Khap), é um país interior localizado no sul da Ásia, no extremo leste dos Himalaias. Faz fronteira a norte com a China e para o sul, leste e oeste pela Índia. Mais a oeste, está separado do Nepal pelo estado indiano de Siquim, enquanto mais ao sul está separado de Bangladesh pelos estados indianos de Assam e Bengala Ocidental. A capital e maior cidade do Butão é Thimbu.
O Butão existia como uma manta de retalhos de pequenos feudos em guerra até o início do século XVII, quando o lama e líder militar Shabdrung Ngawang Namgyal, fugindo da perseguição religiosa no Tibete, unificou a área cultivada e uma identidade distinta butanesa. Mais tarde, no início do século XX, o Butão entrou em contato com o Império Britânico e manteve fortes relações bilaterais com a Índia sobre a sua independência. Em 2006, baseado em uma pesquisa global, a revista BusinessWeek avaliou o Butão o país mais feliz na Ásia e o oitavo país mais feliz do mundo.
A paisagem do Butão varia de planícies subtropicais no sul às alturas sub-alpinas no norte dos Himalaias, onde alguns picos excedem a altitude de 7 000 metros. Em 1997 a área total foi relatada como cerca de 46 500 km² e de 38 394 km² em 2002. A religião oficial é o budismo vajrayana e é seguida pela grande maioria da população, estimada 802 163 em 2017. O hinduísmo é a segunda maior religião.
Em 2008, o Butão fez a transição da monarquia absoluta para a monarquia constitucional e realizou a sua primeira eleição geral. Além de ser um membro da Organização das Nações Unidas, Butão é um membro da Associação Sul-Asiática para a Cooperação Regional (SAARC) e organizou em abril de 2010 o XVI congresso da SAARC.

## História
A tradição situa o início da sua história no século VII, quando o rei tibetano Songtsen Gampo construiu os primeiros templos budistas nos vales de Paro e de Bumthang. No século VIII, é introduzido o budismo tântrico pelo Guru Rimpoché, "O Mestre Precioso", considerado o segundo Buda na hierarquia tibetana e butanesa.
Os séculos IX e X são de grande turbulência política no Tibete e muitos aristocrataaristocratas vieram instalar-se nos vales do Butão onde estabeleceram o seu poder feudal.
Nos séculos seguintes, a atividade religiosa começa a adquirir grande vulto e são fundadas várias seitas religiosas, dotadas de poder temporal por serem protegidas por facções da aristocracia. No Butão estabeleceram-se dois ramos, embora antagônicos, da seita Kagyupa. A sua coexistência será interrompida pelo príncipe tibetano Ngawang Namgyel que, fugido do Tibete, no século XVII unifica o Butão com o apoio da seita Drukpa, tornando-se no primeiro Shabdrung do Butão, "aquele a cujos pés todos se prostram". Ele mandaria construir as mais importantes fortalezas do país que tinham como função suster as múltiplas invasões mongóis e tibetanas. O relato da época foi feito por Estêvão Cacella, o primeiro europeu a entrar no Butão. Este missionário jesuíta português, que viajou através dos Himalaias em 1626, encontrou-se com o Shabdrung Ngawang Namgyel e no fim de uma estadia de quase oito meses escreveu uma longa carta do Mosteiro Chagri relatando as suas viagens. Este é o único relato deste Shabdrung que resta. A partir do seu reinado estabeleceu-se um sistema político e religioso que vigoraria até 1907, em que o poder é administrado por duas entidades, uma temporal e outra religiosa, sob a supervisão do Shabdrung.
Desde sempre que o Butão só mantinha relações com os seus vizinhos na esfera cultural do Tibete (Tibete, Ladaque e Siquim) e com o reino de Cooch Behar na sua fronteira sul. Com a presença dos ingleses na Índia, no século XIX, e após alguns conflitos relacionados com direitos de comércio, dá-se a guerra de Duar em que o Butão perdeu uma faixa de terra fértil ao longo da sua fronteira sul. Ao mesmo tempo, o sistema político vigente enfraquecia por a influência dos governadores regionais se tornar cada vez mais poderosa. O país corria o risco de se dividir novamente em feudos.
Um desses governadores, o "Penlop" de Tongsa, Ugyen Wangchuck, que já controlava o Butão central e oriental, conseguiria dominar os seus opositores de Thimbu e, assim, implantar a sua influência sobre todo o país. Em 1907 seria coroado rei do Butão, após consultas ao clero, à aristocracia e ao povo, e com a aliança dos ingleses. Foi assim criada a monarquia hereditária que hoje vigora.

## Geografia

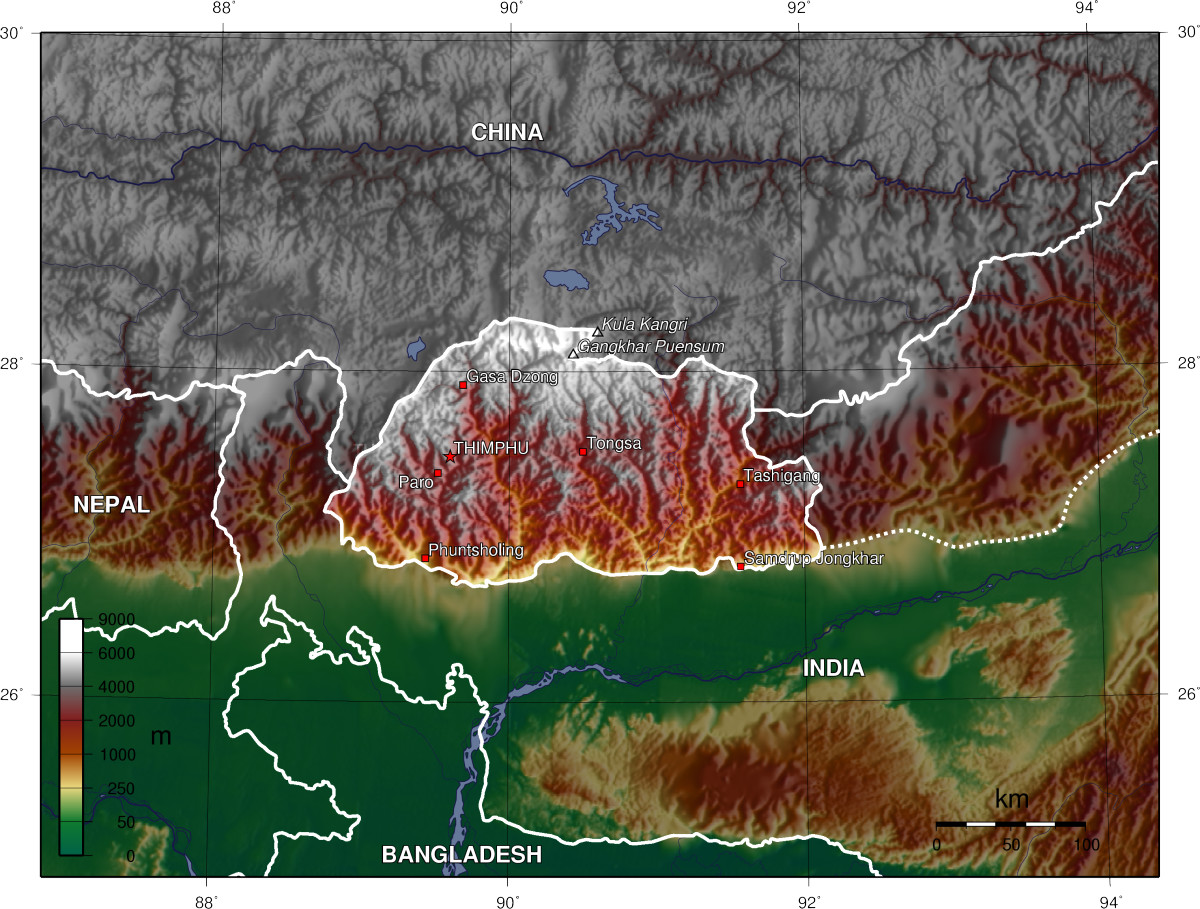
Mapa topográfico do Butão

O Butão é uma nação muito montanhosa, de interior, situada na Ásia. Os picos do norte atingem mais de 7 000 metros de altitude, e o ponto mais elevado é o Gangkhar Puensum, com 7 570 m, que nunca foi escalado. A parte sul do país tem menor altitude e contém vários vales férteis densamente florestados, que escoam para o rio Bramaputra, na Índia.
A maioria da população vive nas terras altas centrais. A maior cidade do país, a capital Thimphu (114 551 habitantes), situa-se na parte ocidental destas terras altas. O clima varia de tropical no sul a um clima de invernos frescos e verões quentes nos vales centrais, com invernos severos e verões frescos nos Himalaias.
As montanhas Negras, na região central do Butão, formam um divisor de águas entre dois grandes sistemas fluviais: o Mo Chhu e o Drangme Chhu. Pontos nas montanhas Negras variam entre 1 500 e 4 925 m acima do nível do mar, e caudalosos rios esculpiram desfiladeiros profundos nas áreas mais baixas da montanha. As florestas das montanhas centrais do Butão consistem em florestas de coníferas subalpinas orientais, em altitudes mais elevadas, e florestas folhosas nas proximidades dos Himalaias, em altitudes mais baixas.

## Demografia
A cultura do Butão já foi definida como sendo, simultaneamente, patriarcal e matriarcal e o membro que detém a maior estima é considerado o chefe da família. O Butão também já foi descrito como tendo um regime feudal caracterizado pela ausência de uma forte estratificação social.
Existem quatro principais grupos étnicos no Butão. Os Ngalops (descendentes do povo Tibetano), Sharchops (o povo do Leste), Lhotshampas (ou Sulistas, predominantemente descendentes de Nepaleses) e uma porcentagem de várias minorias étnicas espalhadas pelo país.
Nos tempos pré-modernos existiram três grandes classes:
- A comunidade monástica, a liderança da qual veio da nobreza;
- Os empregados civis leigos, que dirigiam o aparato governamental e
- Os agricultores, a maior classe, que vivia em aldeias autossuficientes.

### Religião
Estima-se que entre dois terços e três quartos da população do Butão seguem o budismo Vajrayana, que também é a religião de Estado. Cerca de um quarto a um terço são seguidores do hinduísmo. Outras religiões correspondem a menos de 1% da população. O atual quadro legal, em princípio, garante a liberdade religiosa. Entretanto, o proselitismo é proibido por uma decisão do governo real e pela interpretação judicial da Constituição.

## Política

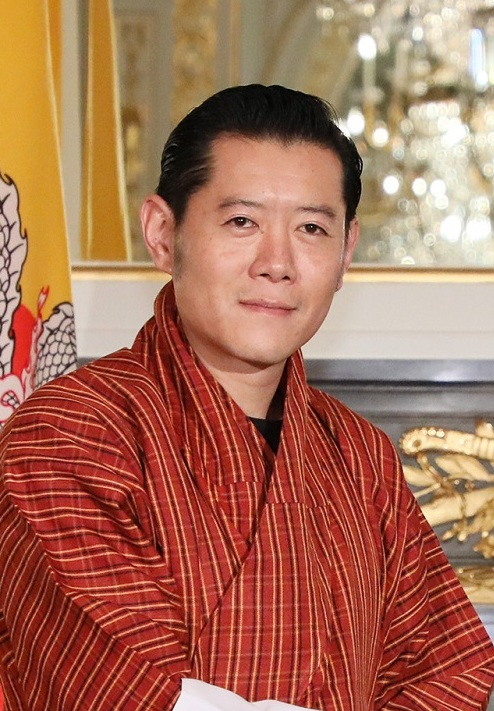
Jigme Khesar Namgyel Wangchuck, atual rei do país

O Butão é uma monarquia constitucional. O chefe religioso do Reino, o Je Khenpo, goza de uma importância quase idêntica à do rei.
Depois de um histórico discurso do rei Jigme Singye Wangchuck, no dia nacional, em dezembro de 2006, abdicando a favor do seu filho e anunciando a realização de eleições democráticas, os butaneses foram às urnas em 24 de março de 2008, terminando assim mais de um século de monarquia absoluta.
O poder legislativo é exercido por um parlamento bicameral, composto pela Assembleia Nacional do Butão (câmara baixa) com 47 membros, e pelo Conselho Nacional do Butão (câmara alta) com 25 membros, que elegem o primeiro-ministro.
O Butão e a Tailândia são os últimos reinos budistas do mundo.

### Símbolos nacionais

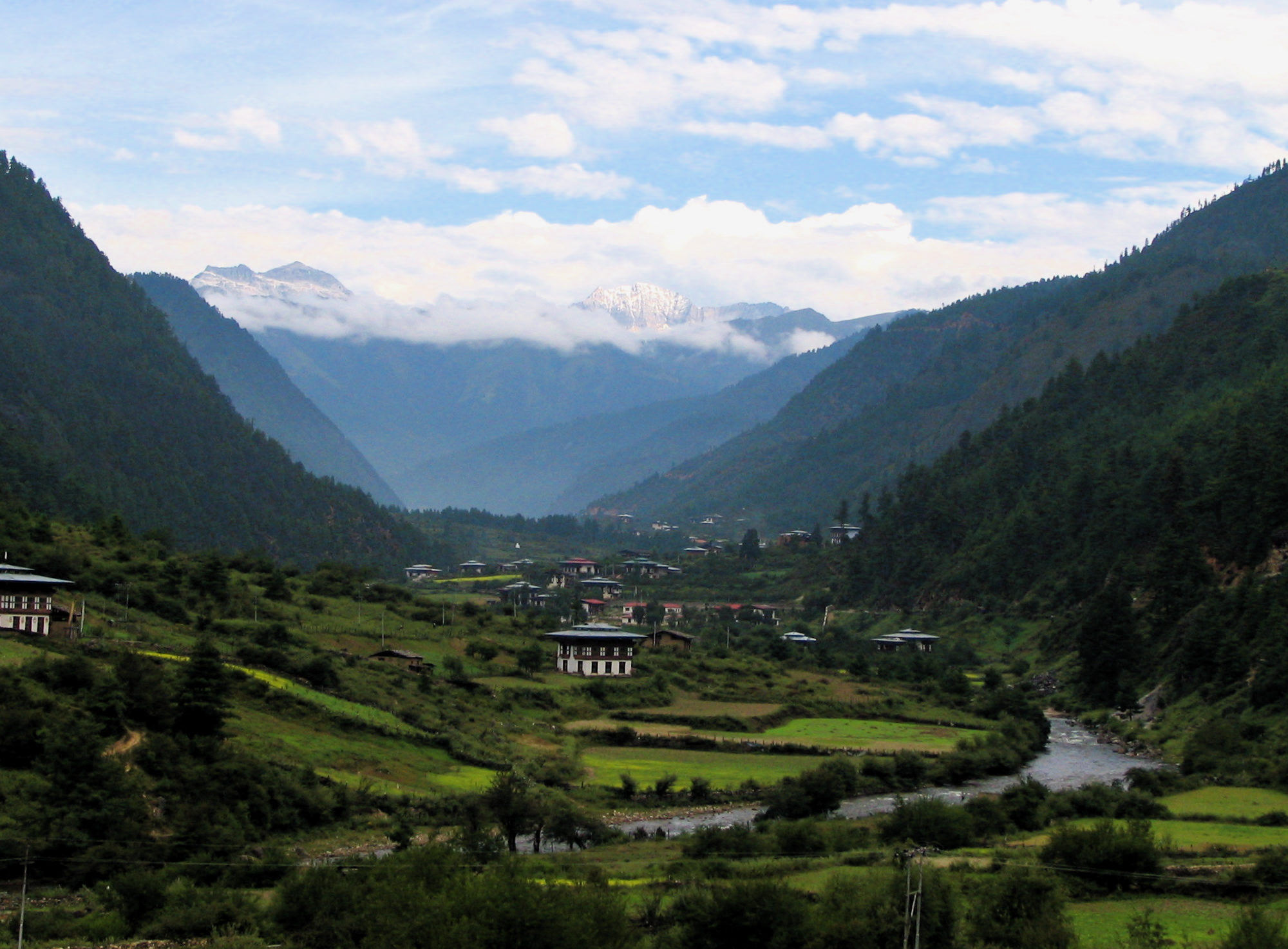
O Vale Haa, na província de Haa

A bandeira nacional está dividida diagonalmente desde o canto inferior esquerdo até o canto superior direito, formando assim dois triângulos. O superior amarelo e o inferior cor-de-laranja. Ao centro está um dragão branco olhando para o exterior da bandeira. O dragão apresentado na bandeira, Druk o dragão do trono, representa o nome do Butão em tibetano, que é "A Terra do Dragão" (Druk Yul). O dragão possui joias nas suas garras que representam a abundância. O amarelo por sua vez representa a monarquia secular e o laranja a religião budista.
O brasão de armas mantém vários elementos da bandeira do Butão, ligeiramente diferentes dos originais, e contém muito simbolismo budista. A designação oficial é: "O emblema nacional, contido num círculo, é composto por um duplo diamante-raio (dorji) colocado acima de um loto, encimado por uma joia e emoldurado por dois dragões. O raio representa a harmonia entre o poder secular e o poder religioso. O lótus simboliza pureza, a joia manifesta o poder soberano, e os dois dragões, macho e fêmea, defendem o nome do país que proclama com a sua grande voz, o trovão".
Druk tsendhen ("Reino do Dragão do Trovão") é o hino nacional do Butão. Com música de Aku Tongmi e letra de Gyaldun Dasho Thinley Dorji, foi adoptado em 1953. A música original foi baseada na canção folclórica "Thri nyampa med pa pemai thri" (O Trono de Lótus Imutável).

### Direitos Humanos
Atos homossexuais são ilegais no Butão. O Código Penal (artigos 213 e 214) declara que os atos sexuais com o mesmo sexo (independentemente de serem consensuais ou privados) são puníveis e passíveis à sentença de prisão de um mês a um ano. Alguns membros do Parlamento do Butão pediram publicamente a revogação das leis anti-homossexuais, já que a maioria dos butaneses se opõe a elas.

## Economia

Principais produtos de exportação do Butão em 2019

O Butão tem sua economia essencialmente baseada na agricultura, extração florestal e na venda de energia hidroelétrica para a Índia. A agricultura, essencialmente de subsistência, e a criação animal, são os meios de vida para 90% da população. É uma das menores e menos desenvolvidas economias do mundo.
Em 2004, o Butão foi o primeiro país do mundo a banir o consumo público e a venda de cigarros.
Embora a economia do Butão seja uma das menores do mundo, tem crescido rapidamente nos últimos anos, registrando 8% de crescimento em 2005 e 14% de crescimento em 2006. Em 2007, o Butão teve a segunda economia com maior crescimento no mundo, com uma taxa de crescimento de 22,4%. Isso ocorreu, principalmente, devido à Barragem hidrelétrica de Tala, que começou a operar a nesse ano. Em 2014, o Produto interno bruto (PIB) butanês foi de US$ 5,235 bilhões *, e o PIB per capita foi de US$ 2 133 dólares americanos.

## Infraestrutura

### Educação
O Ministério da Educação do Butão é o órgão responsável pela administração, coordenação e supervisão do sistema de educação do reino, consistindo numa estrutura organizacional centralizada. A educação formal é composta por níveis de educação pré-escolar, secundário e ensino superior, que é assumido em parte pelo Estado. Historicamente, a educação no Butão era monástica, com a educação escolar secular para a população em geral introduzida na década de 1960. A paisagem montanhosa representa barreiras para serviços educacionais integrados.

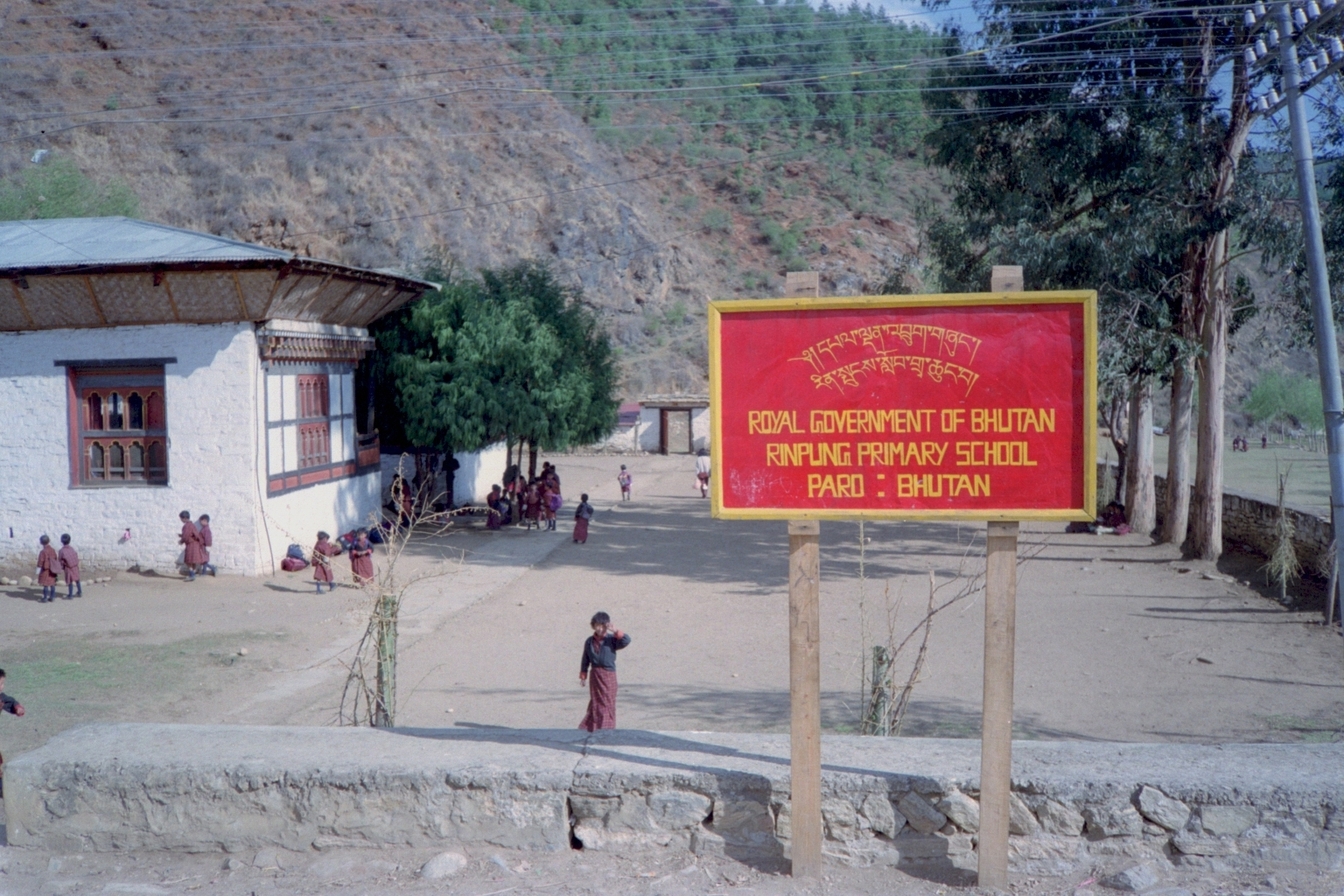
Uma escola primária em Paro

Hoje, o Butão tem duas universidades descentralizadas com onze faculdades constituintes espalhadas por todo o reino. São elas a Universidade Real do Butão e a Universidade de Ciências da Saúde Khesar Gyalpo, respectivamente. O primeiro plano quinquenal consistiu no estabelecimento de uma autoridade educacional central — na forma de um diretor de educação, cuja nomeação deu-se em 1961 — e um sistema escolar moderno e organizado, com ensino primário gratuito e universal. Os programas de educação receberam um impulso em 1990, quando o Banco Asiático de Desenvolvimento concedeu um empréstimo de US$ 7,13 milhões para treinamento e desenvolvimento de pessoal, serviços especializados, compra de equipamentos e móveis, salários e outros custos recorrentes, além da construção das instalações do Jigme Namgyel Engineering College. Desde o início da educação moderna no Butão, professores da Índia — especialmente de Kerala — serviram em alguns dos vilarejos mais remotos do Butão. Atualmente, 121 professores indianos lecionam em escolas de todo o Butão.
A taxa de alfabetização no país, em 2017, era de 66,6%, sendo maior entre os homens (75%) do que entre as mulheres (57,1%). A expectativa de vida escolar no Butão, compreendida do ensino primário ao ensino superior, atinge o total de 13 anos de estudos (2018), sendo superior à média registrada em países vizinhos como Índia e Bangladesh. Entre todos os países asiáticos, é o Butão que registra o maior investimento em educação, em caráter proporcional à sua economia. Cerca de 6,9% de seu Produto interno bruto (PIB) é destinado para despesas e investimentos na educação pública, o 15 º maior índice em nível global.

## Cultura

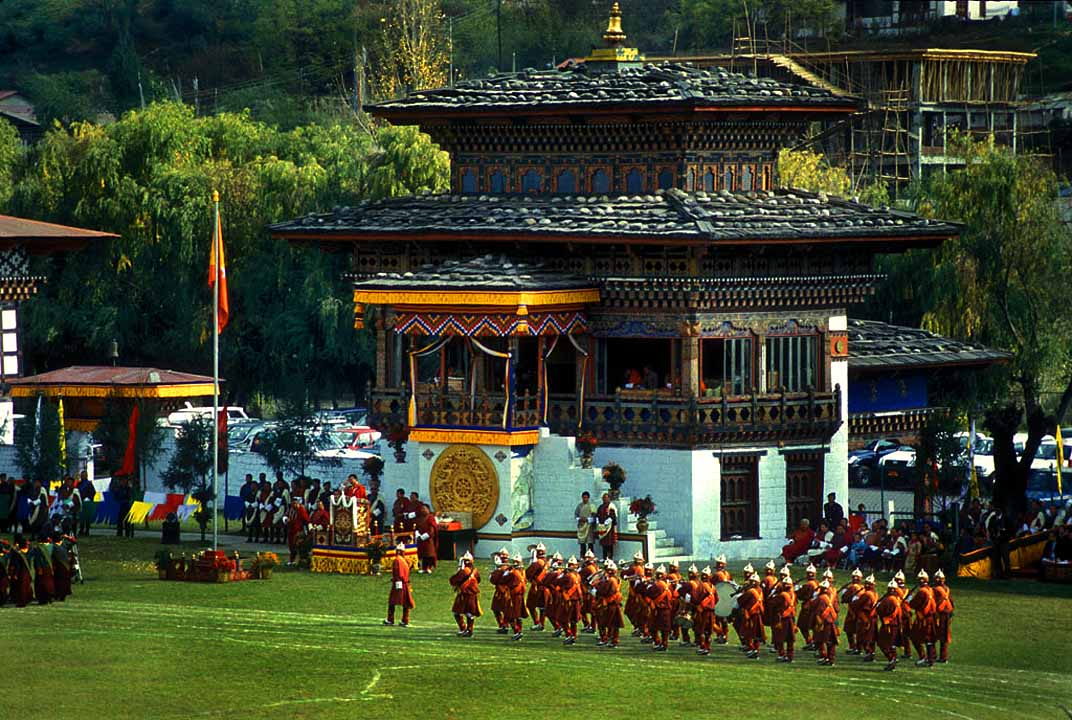
O estádio Changlimithang durante uma apresentação

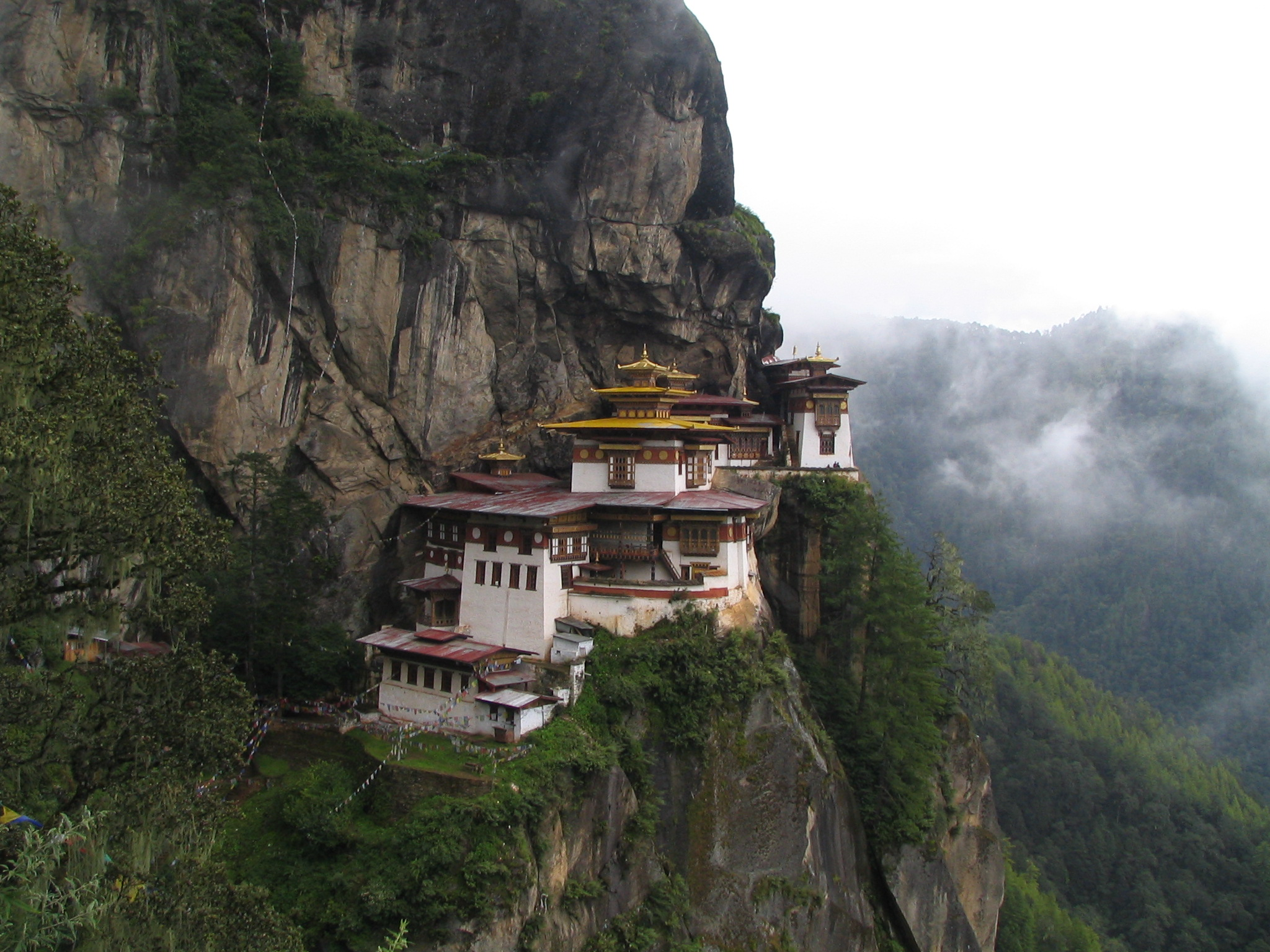
Mosteiro de Takshang ("ninho do tigre")

O Butão tem uma herança cultural rica e única que tem, em grande parte, permanecido intacta por causa de seu isolamento do resto do mundo até o início dos anos 1960. A cultura butanesa é uma das principais atrações para os turistas, assim como as tradições do país. Os costumes tradicionais do Butão estão profundamente impregnados em sua herança budista. O hinduísmo também serviu como influência e referência nos costumes de tradição e cultura butaneses, predominantemente nas regiões do Sul. O governo está fazendo cada vez mais esforços para preservar e manter a cultura atual e as tradições do país. Por causa de seu ambiente natural — grande parte ainda intocado — e do património cultural, o Butão tem sido referido como "O Último Shangri-La".
A cultura butanesa já foi definida como sendo, simultaneamente, patriarcal e matriarcal e o membro que detém a maior estima é considerado o chefe da família. O Butão também já foi descrito como tendo um regime feudal e caracterizado pela ausência de uma forte estratificação social.
Todos os estados (ou Dzongkhags) do Butão possuem um festival chamado Tshechu. É um festival de danças e cerimônias religiosas durante um período de 10 dias (o nome Tshechu significa "10 dias" ), sendo o maior deles o "Paro Tshechu"
Nos tempos pré-modernos existiram três grandes classes:
- A comunidade monástica, a liderança da qual veio a nobreza;
- Os empregados civis leigos, que dirigiam o aparato governamental;
- E os agricultores, a maior classe, que viviam em aldeias auto-suficientes.

Enquanto que os cidadãos butaneses são livres para viajar para o exterior, o Butão é visto como inacessível por muitos estrangeiros. Outra razão para que seja um destino impopular é o custo econômico, que é considerado alto para os turistas e no setor econômico turístico. A entrada é gratuita para os cidadãos da Índia e Bangladesh, mas os estrangeiros de outros países são obrigados a inscrever-se com um operador turístico butanês e pagar cerca de US$ 250 dólares americanos por cada dia em que permanecer no país, embora esta taxa cobre a maioria das despesas de viagem, alojamento e refeições. O país recebeu por volta de 71 mil visitantes de fora da SAARC em 2017, sendo um total de 254 mil visitante no país em 2017.

### Arquitetura

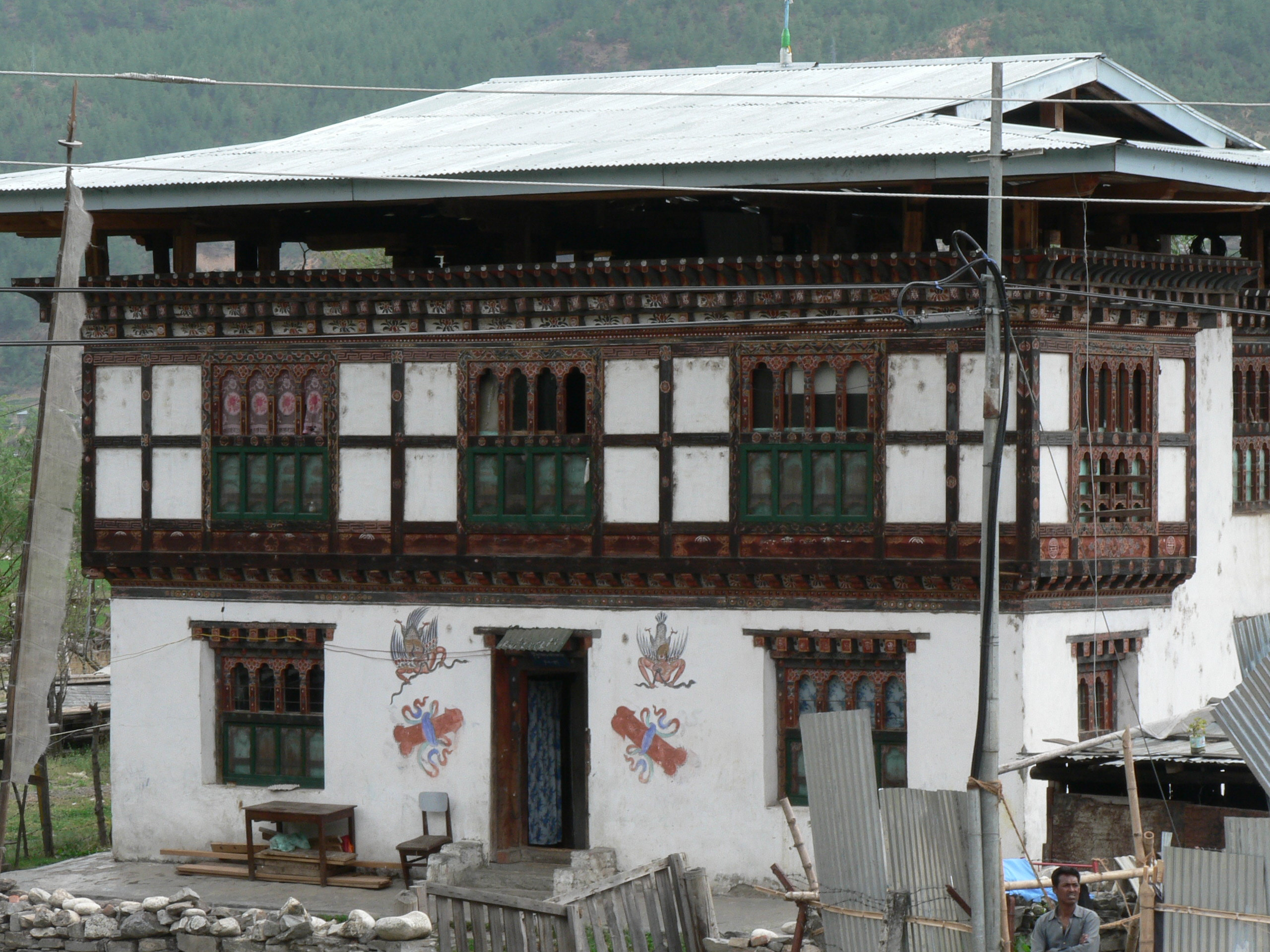
Uma típica casa butanesa em Paro. As fachadas multicoloridas de madeira, as pequenas janelas em arco e o telhado inclinado são características da arquitetura do reino.

A arquitetura do Butão permanece distintamente tradicional, empregando métodos de construção locais, com materiais como acácia, pique, pedras e madeiras, trabalhadas em torno das janelas e telhados. A arquitetura tradicional não utiliza pregos ou barras de ferro em suas construções. Uma característica da arquitetura da região é um tipo de castelo (ou fortaleza) conhecida como dzong. Desde os tempos antigos, os Dzongs serviram como centros religiosos e seculares de administração para seus respectivos distritos.
A arquitetura butanesa serviu de inspiração ou foi adotada em algumas construções em outros países, como nos Estados Unidos, onde a Universidade do Texas, em El Paso, usou-a como base na construção de seus prédios no campus, assim como nas proximidades do Hilton Garden Inn e outros edifícios na cidade de El Paso.